# Freccia del Brabante 1997
La Freccia del Brabante 1997, trentasettesima edizione della corsa, si svolse il 30 marzo su un percorso con partenza e arrivo ad Alsemberg. Fu vinta dall'italiano Gianluca Pianegonda della squadra Mapei-GB davanti agli olandesi Maarten den Bakker e Michael Boogerd.

## Ordine d'arrivo (Top 10)
| Pos. | Corridore           | Squadra                     | Tempo    |
| ---- | ------------------- | --------------------------- | -------- |
| 1    | Gianluca Pianegonda | Mapei-GB                    | 4h13'00" |
| 2    | Maarten den Bakker  | TVM-Farm Frites             | s.t.     |
| 3    | Michael Boogerd     | Rabobank                    | s.t.     |
| 4    | Luc Roosen          | Vlaanderen 2002-Eddy Merckx | a 11"    |
| 5    | Marc Wauters        | Lotto-Mobistar-Isoglass     | a 22"    |
| 6    | Carlo Bomans        | Mapei-GB                    | s.t.     |
| 7    | Peter Farazijn      | Lotto-Mobistar-Isoglass     | a 2'10"  |
| 8    | Léon van Bon        | Rabobank                    | a 2'16"  |
| 9    | Maximilian Sciandri | FDJ                         | a 2'20"  |
| 10   | Christophe Mengin   | FDJ                         | a 2'37"  |